# Astoria (Illinois)
Astoria es un pueblo ubicado en el condado de Fulton en el estado estadounidense de Illinois. En el Censo de 2010 tenía una población de 1141 habitantes y una densidad poblacional de 751,78 personas por km².

## Geografía
Astoria se encuentra ubicado en las coordenadas 40°13′40″N 90°21′24″O / 40.22778, -90.35667. Según la Oficina del Censo de los Estados Unidos, Astoria tiene una superficie total de 1.52 km², de la cual 1.52 km² corresponden a tierra firme y (0%) 0 km² es agua.

## Demografía
Según el censo de 2010, había 1141 personas residiendo en Astoria. La densidad de población era de 751,78 hab./km². De los 1141 habitantes, Astoria estaba compuesto por el 98.86% blancos, el 0% eran afroamericanos, el 0.18% eran amerindios, el 0% eran asiáticos, el 0% eran isleños del Pacífico, el 0.09% eran de otras razas y el 0.88% pertenecían a dos o más razas. Del total de la población el 0.88% eran hispanos o latinos de cualquier raza.